# Lescuraea atricha
Lescuraea atricha là một loài Rêu trong họ Leskeaceae. Loài này được (Kindb.) E. Lawton mô tả khoa học đầu tiên năm 1957.